# Kaltura
Kaltura — американська компанія, виробник програмного забезпечення. Базується в Нью-Йорку. Спеціалізується на мультимедійній рекламі.